# UnrealScript
L'UnrealScript fut le langage de script utilisé par le moteur Unreal Engine, et l'ensemble des jeux reposant sur ce moteur, avant d'être supplanté par le C++, utilisé aujourd'hui sur Unreal Engine 5.
Créé à l'origine par Tim Sweeney, ce langage de script a pour but de permettre la manipulation de haut niveau des concepts fournis par le moteur UnrealEngine grâce à un langage simple et robuste.
La principale source d'inspiration dans la création de ce langage est le Java et, comme lui, est compilé en bytecode. L'UnrealScript est approximativement 20 fois plus lent que le C++.